# Xibec cap-roig
El xibec, ànec becvermell, becvermell, xibec cap-roig o sivert (Netta rufina) és un ocell anseriforme i el més gros dels ànecs capbussadors.

## Morfologia
- Té el port rodanxó.
- El mascle presenta en plomatge estival el bec roig vermelló, el cap roig terrós, pit i ventre negres i flancs del cos blancs, el dors i la part superior de les ales terrós fosc. En vol tots dos sexes presenten una franja alar de color crema.
- La femella és de color terrós clar amb la part superior del cap terrós fosc i les galtes blanques.

## Reproducció
A l'abril-maig la femella farà un niu -amb boga (Typha) o amb jonc (Juncus)- prop de l'aigua, en forma de con truncat, de vegades, surant a l'aigua, tant dolça com salabrosa, però que tingui prats submergits perquè és d'on treu l'aliment. Hi pon 6 o 12 ous que la mateixa femella haurà d'escalfar durant 27 dies.
És corrent l'existència de femelles que parasiten altres nius, no ja de la seua mateixa espècie, sinó d'espècies diferents. Al Delta de l'Ebre han estat comprovats nius amb 20 i fins a 30 ous, fruit de la posta de diverses femelles en un mateix niu.

## Alimentació
Menja sobretot plantes aquàtiques i de vegades alguns petits peixos que captura capbussant-se. També és granívor a l'hivern.

## Hàbitat
Freqüenta molt les aigües dolces o salabroses lliures.

## Distribució geogràfica
La seua àrea de cria és el sud d'Europa i sud i centre d'Àsia. Hivernen a l'Europa meridional i l'Àfrica del Nord.
La població catalana és sedentària encara que molt mòbil: es pot desplaçar molt i varia així en gran manera els seus efectius segons l'època de l'any. És present quasi tot l'any als Països Catalans. Tot i així, es reprodueix al Delta de l'Ebre, l'Albufera de València, als marjals de El Fondo i a pocs llocs més (és accidentals a les Balears). Al Parc de la Ciutadella de Barcelona hi havia fins fa pocs anys algunes parelles amb els omnipresents ànecs collverds.

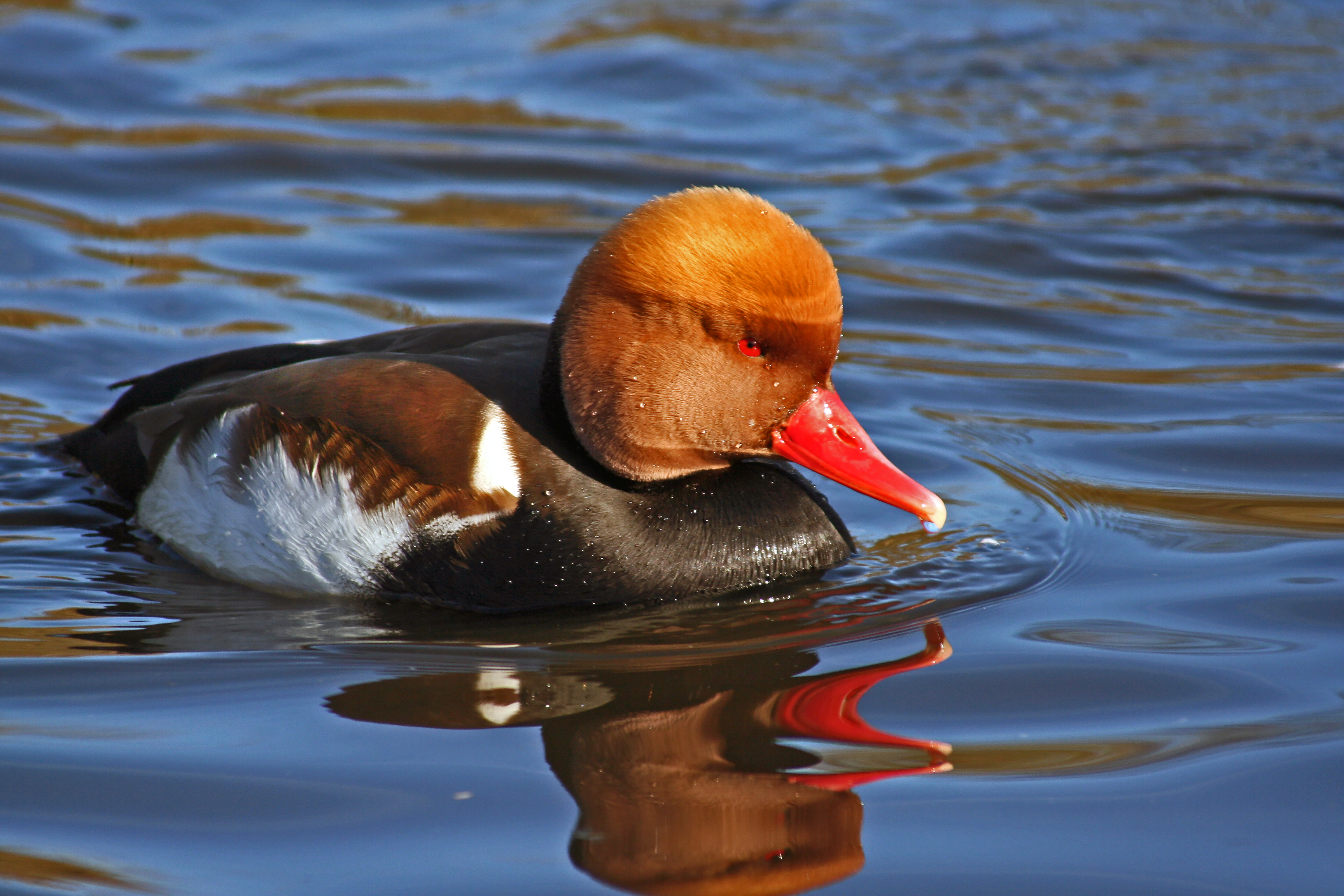
Xibec fotografiat a Gloucestershire (Anglaterra)

## Costums
És una espècie gregària que no rebutja barrejar-se amb altres ànecs.